# لاله ارومیه
لالهٔ ارومیه (نام علمی: Tulipa urumiensis) نام یکی از گونه‌های سردهٔ لاله است. این گیاه در شمال دریاچه ارومیه یافت می‌شود. از نظر ظاهری شبیه به لاله بیشه‌زار ولی کوچکتر بوده و دارای چند گل بر روی یک ساقه است و قطعات گل‌پوش آن نیز در سمت خارج قهوه‌ای‌تر از لاله بیشه‌زار است.